# 神戸映画資料館
神戸映画資料館（こうべえいがしりょうかん）は、兵庫県神戸市長田区腕塚町5丁目5番1 アスタくにづか1番館北棟2階にあるフィルム・アーカイヴである。映画のフィルムおよび映画に関する資料を収集しており、ミニシアターを併設する。

## 歴史

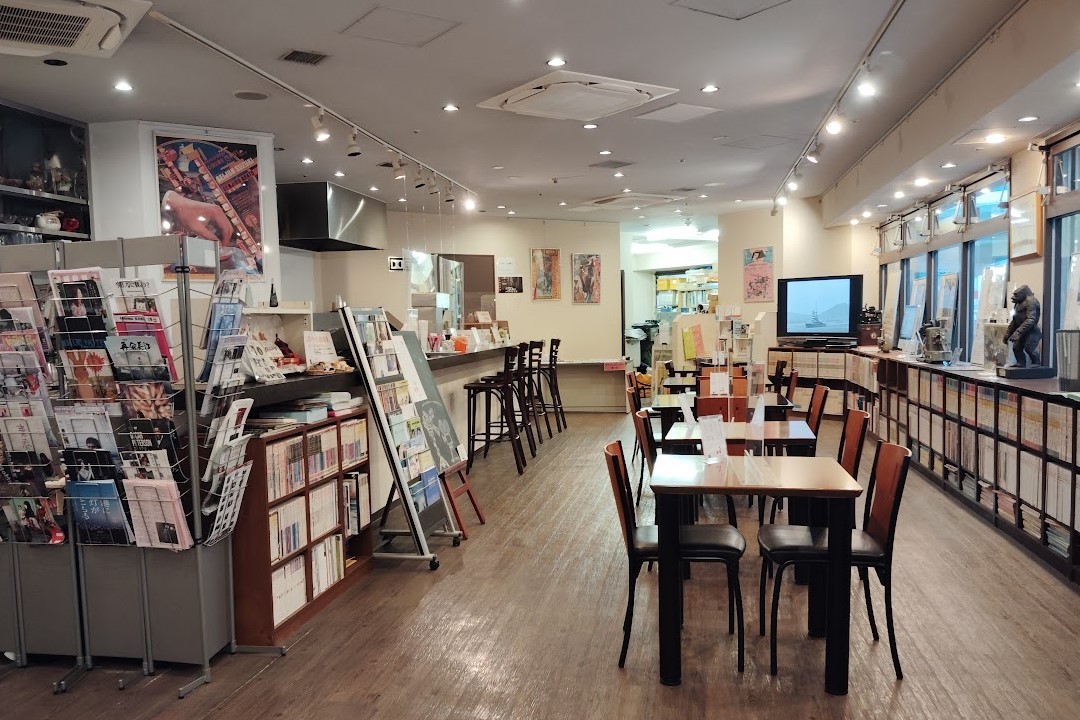
館内

個人的に映画フィルムの収集を行っていた安井喜雄が、1974年、同好の士らと共に大阪府に開設したプラネット映画資料図書館を前身とする。神戸市の協力を受けて、プラネット映画資料図書館のフィルムや関連資料を引き継ぐ形で2007年（平成19年）3月25日に神戸映画資料館は開館した。
当初は「新長田まちづくり株式会社」が事業主体となり、安井が代表を務める「神戸プラネット」が運営委託を受けていた。2009年4月より神戸プラネットの独立採算事業となる。
2019年（令和元年）11月に安井喜雄が理事長を務めるNPO法人「プラネット映画保存ネットワーク」が設立され、神戸映画資料館の運営を引き継いだ。
2023（令和5）年度文化庁メディア芸術アーカイブ推進支援事業の助成を受けて「神戸映画資料館所蔵アニメーションフィルムのデジタルアーカイブ事業」を実施している。
2024年（令和6年）にはプラネット映画資料図書館が活動を開始して50周年を迎えたことから、記念誌の刊行と支援の呼びかけをおこなっている。

## 収集・展示

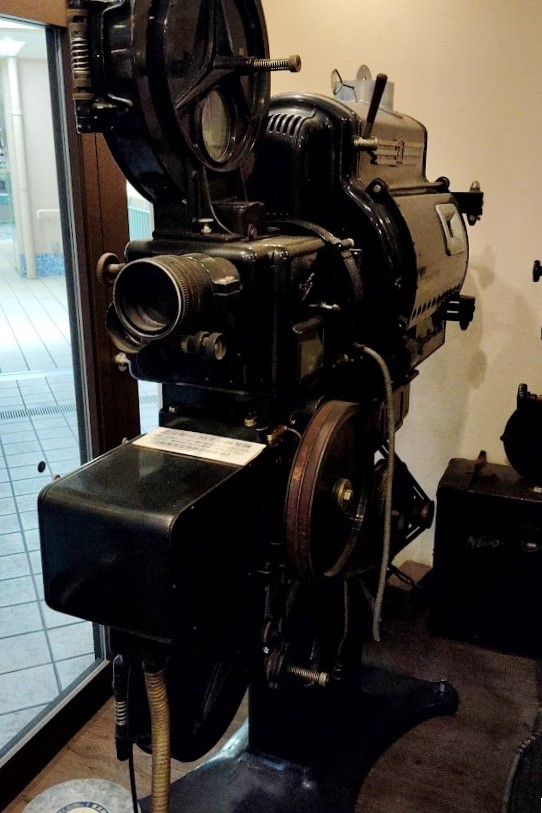
和泉セントラル劇場で使われていた映写機

2022年の時点で20,000本以上の映画フィルムを所蔵し、民営では日本最大規模のフィルム・アーカイヴである。失われた映画の発掘も積極的に行っている。
映画製作に使用する機材、映画関連の書籍、チラシ、ポスターの収集と保存も行っており、その一部は館内で展示されている。また、戦前に映画館から発行されていたプログラム約4,000点を所蔵している。

## 映画上映
38席のミニシアターが併設されており、主に週末には「古典映画や無声映画、ミニシアターからもこぼれ落ちた先鋭的な現代映画など」の上映を行っている。映画上映のほかに、トーク・イベントの会場として使用されることもある。カフェ・スペースと資料閲覧室も併設されている。

## 交通アクセス
- JR神戸線・地下鉄西神山手線・地下鉄海岸線 新長田駅 徒歩5分[15]